# Нове Ішино
Нове І́шино (рос. Нове Ишино, чув. Çĕнĕ Ишпуç) — присілок у складі Янтіковського району Чувашії, Росія. Входить до складу Чутеєвського сільського поселення.
Населення — 283 особи (2010; 375 у 2002).
Національний склад:
- чуваші — 99 %